# 30. лака пјешадијска дивизија
30. лака пјешадијска дивизија је била једна од јединица Првог крајишког корпуса Војске Републике Српске. Дивизија је основана 3. јула 1992. у Мркоњић Граду.

## Састав и наоружање
Окосницу снага дивизије чиниле су Шиповачка бригада. 11. мркоњићка бригада и 19. србобранска бригада. Дивизија је поред команде, имала и 2 артиљеријска дивизиона, самостални оклопни батаљон и извиђачку чету. Током рата, дивизији је прикључена 31. брдска бригада, 22. кнежевска бригада и 7. купрешка бригада.
Бројно стање дивизије се током рата мењало, од 9.000 у 1992, до 19.000 бораца крајем лета 1995.
Дивизија је поседовала следеће наоружање у августу 1995:
| - | Минобацачи | Минобацачи | Минобацачи | Хаубица-топ | Хаубица-топ | Хаубица-топ | ЗИС | Самохотке | ПВО | ПВО    | ПВО | Оклоп | Оклоп   |
| - | ---------- | ---------- | ---------- | ----------- | ----------- | ----------- | --- | --------- | --- | ------ | --- | ----- | ------- |
|   | МБ 120мм   | МБ 82мм    | МБ 60мм    | XA 122мм    | Топови      | Бст         | ЗИС | СО 90мм   | ПАТ | Бофорс |     | Тенк  | ОТ М-60 |
|   | 45         | 170        | 128        | 27          | 31          | 60          | 16  | 4         | 58  | 1      |     | 28    | 5       |

## Ратни пут
На почетку рата у Босни, 30. дивизија је помогла успостављање власти у општинама Шипово, Кључ и Мркоњић Град. Борци који су ушли у састав дивизије на лето 1992, истакли су се ослобађањем Купреса у операцији Купрес. До краја јесени 30. дивизија је заузела Јајце у операцији Врбас.
Током последње ратне године, дивизија је бранила фронт дуг 65 км, од Гламочког поља до планине Влашић. Као и у ранијим годинама, 7. корпус Армије Републике Босне и Херцеговине вршио је најжешће нападе на правцима према Комару и Доњем Вакуфу. Дивизија је успешно бранила фронт до почетка напада хрватских снага, када су у септембру и октобру 1995. изгубљени Доњи Вакуф, Шипово, Јајце и Мркоњић Град у операцијама Маестрал и Јужни потез.